# 非メバロン酸経路
非メバロン酸経路（ひメバロンさんけいろ、英: non-mevalonate pathway）は、イソプレノイド（テルペノイド）の出発物質となるイソペンテニル二リン酸（IPP）とジメチルアリル二リン酸（DMAPP）の生合成経路である。IPPとDMAPPの合成には他にもメバロン酸回路が知られている。代謝中間体として2-C-メチル-D-エリトリトール-4-リン酸（MEP）および1-デオキシ-D-キシルロース-5-リン酸（DXPまたはDOXP）を生合成することから、MEP経路、DXP経路、DOXP経路、MEP/DOXP経路、または発見者の名前をとってローマー回路とも呼ばれる。
非メバロン酸回路は主に細菌に分布している。しかし、光合成を行う真核生物がもつ葉緑体は、細胞内共生によって取り込んだシアノバクテリア由来の非メバロン酸経路を保持している。アピコンプレックス門の原生動物も非メバロン酸経路をもつ。一方で光合成真核生物の細胞質および光合成をしない他の真核生物はメバロン酸経路を利用している。光合成真核生物を除けば、非メバロン酸経路は細菌にしか分布していない（古細菌では見つかっていない）。
合成されるIPPおよびDMAPPは、タンパク質のプレニル化、細胞膜の調整、ホルモン、脂質固定タンパク質そして、N-グリコシル化など様々な生合成経路に使われるイソプレノイド化合物の基礎となる重要な分子である。

## 反応
反応は以下の通りである
：
| 反応物                                    | 酵素                                                                  | 生成物                                                            | 生成物 |
| ----------------------------------------- | --------------------------------------------------------------------- | ----------------------------------------------------------------- | ------ |
| ピルビン酸 、 グリセルアルデヒド-3-リン酸 | DOXPシンターゼ (Dxs)                                                  | 1-デオキシ-D-キシルロース-5-リン酸 (DOXP)                         |        |
| DOXP                                      | DOXPレダクトイソメラーゼ (Dxr, IspC)                                  | 2-C-メチルエリトリトール-4-リン酸 (MEP)                           |        |
| MEP                                       | 4-ジホスホシチジル-2-C-メチル-D-エリトリトールシンターゼ (YgbP, IspD) | 4-ジホスホシチジル-2-C-メチルエリトリトール (CDP-ME)              |        |
| CDP-ME                                    | 4-ジホスホシチジル-2-C-メチル-D-エリトリトールキナーゼ (YchB, IspE)   | 4-ジホスホシチジル-2-C-メチル-D-エリトリトール-2-リン酸 (CDP-MEP) |        |
| CDP-MEP                                   | 2-C-メチル-D-エリトリトール-2,4-シクロ二リン酸シンターゼ (YgbB, IspF) | 2-C-メチル-D-エリトリトール-2,4-シクロピロリン酸 (MEcPP)          |        |
| MEcPP                                     | HMB-PPシンターゼ (GcpE, IspG)                                         | (E)-4-ヒドロキシ-3-メチル-2-ブテニルピロリン酸 (HMB-PP)           |        |
| HMB-PP                                    | HMB-PPレダクターゼ (LytB, IspH)                                       | IPP 、 DMAPP                                                      |        |

非メバロン酸経路はメバロン酸経路とはほぼ共通点が存在しないが、4-ジホスホシチジル-2-C-メチル-D-エリトリトールキナーゼ（IspE）のみ、メバロン酸経路に含まれる一部の酵素（メバロン酸キナーゼなど）と相同で、同じGHMP酵素ファミリーに属する。

## 阻害
ホスミドマイシンは非メバロン酸経路の鍵酵素、DXPレダクトイソメラーゼを阻害するため、抗生物質や抗マラリア薬の代替となる。